# Японсько-корейська угода (травень 1904)
Корейська платформа розстрочки (對韓施設綱領) — документ, підготовлений японським урядом 31 травня 1904 року під час розпалу російсько-японської війни, для подальшого зміцнення інтересів, які Японська імперія отримала від Корейської імперії.
Основним змістом цього документа є проєкт японського кабінету, який містить шість конкретних стратегій щодо подальшого зміцнення інтересів Японії, отриманих через Корейсько-японський протокол, і колонізації Корейської імперії.
Його також називають корейською політикою.

## контур
23 лютого 1904 року Японія примусово нав'язала Кореї підписання Корейсько-японського договору, втрутившись у внутрішні справи та дипломатію Корейської імперії та перетворивши її на протекторат.
17 березня того ж року Корею відвідав Іто Хіробумі, щоб підготувати конкретну політику майбутнього вторгнення та контрзаходи на основі Корейсько-японського протоколу. Протягом 10 днів він детально ознайомився з поточною ситуацією в Корейській імперії, особливо з японським послом у Кореї. Консуке Хаясі на основі «Конспекту приватних думок Кореї», представленого, створив «Політику Кореї ((((氍韓方針))» (Політика Кореї) (Політика Кореї) (對韓).施設綱領), а потім повернувся до Кореї та запропонував проєкт дій на міністерській зустрічі японського уряду, наприкінці травня того ж року Японія підтвердила це як офіційну політику.

## Зміст
1. У військовому плані слід швидко забезпечити постійне розміщення японських військ і контроль стратегічно важливих місць.
2. Контроль зовнішніх справи та домінування над дипломатичною владою.
3. Контроль фінансів та управління законом про збір податків і валютну систему під керівництвом японських радників.
4. Контроль транспортних засобів, особливо лінії Ґуенджу і Ґуенґбу.
5. Контроль засобів зв'язку, особливо телеграфних ліній.
6. Рейди і переселення японських фермерів.